# Saint Frances (filme)
Saint Frances é um filme independente de comédia dramática estadunidense de 2019, dirigido por Alex Thompson, escrito e estrelado por escrito por Kelly O'Sullivan. O elenco também inclui Ramona Edith Williams, Charin Alvarez, Lily Mojekwu e Max Lipchitz. O filme foi indicado ao Prêmio John Cassavetes de 2021.

## Enredo
Bridget, de 34 anos, consegue um emprego como babá de Frances, de seis anos. A gravidez indesejada e o aborto de Bridget acabam geram muitas complicações.

## Elenco
- Kelly O'Sullivan como Bridget
- Ramona Edith Williams como Frances
- Charin Alvarez como Maya
- Lily Mojekwu como Annie
- Max Lipchitz como Jace
- Jim True-Frost como Isaac
- Mary Beth Fisher como Carol
- Francis Guinan como Dennis
- Rebecca Spence como Joan

## Recepção
No Rotten Tomatoes, o filme tem uma taxa de aprovação de 98% com base em 47 críticas, com uma classificação média de 7,71/10. O consenso crítico do site diz: "Saint Frances aborda uma série de questões importantes com empatia, humor e graça - e marca a estrela e escritora Kelly O'Sullivan como um tremendo talento de se assistir". O Metacritic, que usa uma média ponderada, atribuiu ao filme uma pontuação de 83 em 100, com base em 20 avaliações, indicando "Aclamação Universal".

## Prêmios e indicações
| Ano  | Prêmio             | Categoria               | Resultado | Ref(s). |
| ---- | ------------------ | ----------------------- | --------- | ------- |
| 2019 | SXSW Film Festival | Prêmio do Publico       | Venceu    | [ 3 ]   |
| 2019 | SXSW Film Festival | Prêmio Especial do Júri | Venceu    | [ 3 ]   |
| 2019 | SXSW Film Festival | Grande Prêmio do Júri   | Indicado  | [ 3 ]   |